# ハイフラックス
ハイフラックス（英語:Hyflux）は、シンガポールに本社を置いていた、水処理施設開発・運営、水道事業運営会社である。

## 概要
2005年、シンガポール政府から受注したアジア最大級の脱塩処理施設の稼動により、シンガポールの水の供給の35%を賄っている。水深50メートルから純度の高い海水を汲み上げて水処理プラントに供給する。2015年現在、同国初の水再生設備と2基の海水淡水化設備（SWRO、seawater reverse osmosis）を持つ。近年は水処理事業の収益が減少傾向にあり、シンガポールではゴミ処理施設と水力を組み合わせた発電設備の建設も手がけている。
ハイフラックスの海外事業展開として、海外400箇所で展開されている。その中でも大規模なのが、2004年の中華人民共和国・天津市における中国初の脱塩処理施設事業、2006年のインドへの事業進出、2008年のアルジェリアにおける脱塩処理施設事業である。

## 歴史
ハイフラックスの創設は、1989年のことである。創設当時のハイフラックスは、ろ過装置などの水処理システム販売商社であった。「水の女王」と呼ばれる創業者のオリビア・ラムは、マレーシアで孤児に産まれたが養女として育てられ中学生の頃に科学に興味を持ち、15歳の時に単身シンガポールに渡航、ウェートレスや家庭教師で稼いでシンガポール国立大学の化学課程を先行した。卒業後に就職したグラクソ（現グラクソスミスクライン）で働いていた時は、マレーシアに依存しているシンガポールの水道事情を理解しており、同時に同社の下水排出に強い葛藤を覚えたという。
当初同氏は当初のHydrochem社設立資金の20,000シンガポールドルを、自身のアパートと車を売却して捻出したという。その後Kristal®と名づけられた中空糸膜を自社開発・生産することに成功し、世界各国の脱塩処理設備に納入し始めた。
2001年には、シンガポール証券取引所に株式上場。
同年、シンガポール政府から、下水を処理し、工業用水や飲料水として再利用する「ニューウォーター」プラント第一号を受注することに成功した。
2021年7月、シンガポールの高等裁判所により、会社の解散が承認され、管財人が選定された。